# Mühlhausen (Mittelfranken)
Mühlhausen er en købstad (markt) i Landkreis Erlangen-Höchstadt i Regierungsbezirk Mittelfranken i den tyske delstat Bayern. Den er en del af Verwaltungsgemeinschaft Höchstadt an der Aisch.

## Geografi
Mühlhausen ligger sydvest for Bamberg ved floden Reichen Ebrach. Nabokommuner er (med uret fra nord):
 Burgebrach, Pommersfelden, Höchstadt an der Aisch, Lonnerstadt, Wachenroth, Schlüsselfeld.

### Inddeling
I kommunen ligger landsbyerne
- Decheldorf
- Lempenmühle
- Mühlhausen
- Schirnsdorf
- Simmersdorf